# 吉田真弓 (声優)
吉田 真弓（よしだ まゆみ、1982年8月26日 - ）は、日本の女性声優。アイムエンタープライズ所属。神奈川県出身。

## 来歴
日本ナレーション演技研究所・劇団ヴォアレーヴ出身。日本ナレーション演技研究所の養成所生のとき、8人組声優ユニット「クリスタルチェリーズ」に所属していた。

## 人物
『ひまわりっ!』シリーズで共演の白石涼子とは、プライベートでも頻繁に旅行をする仲である。
趣味はフィギュアスケート観戦。特技は絵を描くこと。

## 出演
太字はメインキャラクター。

### テレビアニメ
2001年
- パラッパラッパー（オーイエー雛鳥）

2003年
- ガンパレード・マーチ 〜新たなる行軍歌〜（東原ののみ）
- ポケットモンスター アドバンスジェネレーション（2003年 - 2006年、カチヌキ・アキ、ワカナ）

2004年
- うた∽かた（宗方瑠唯）
- サムライチャンプルー（子供、瀬山）
- A15シリーズ・変身3部作
  - 超変身コス∞プレイヤー（レミューリア・シャリア / ラビアンレイヤー）
  - ヒットをねらえ!（今村さやか）
  - LOVE♥LOVE?（今村さやか）

- 鋼の錬金術師（エリシア・ヒューズ）

2005年
- IGPX（少女）
- GIRLSブラボー second season（まーちゃん〈女の子〉）
- SPEED GRAPHER（女、侍女）
- 創聖のアクエリオン（ちび子、キャサリン）
- BLACK CAT（ジョアンナ）

2006年
- 砂沙美☆魔法少女クラブ（南方浅海）
- ひまわりっ!（ヒメジ）

2007年
- 怪物王女（ヒロ子）
- がくえんゆーとぴあ まなびストレート!（生徒）
- ひまわりっ!!（ヒメジ）

2009年
- 真・恋姫†無双（少女）

2010年
- はなまる幼稚園（利明）

2011年
- THE IDOLM@STER（高槻かすみ）
- 俺たちに翼はない（渡来明日香）
- 星空へ架かる橋（酒井陽菜）
- ましろ色シンフォニー（乾紗凪）

### OVA
- チャーミーキティ（2010年、ハニーキュート）
- THE IDOLM@STER SHINY FESTA ファンキーノート（2012年、高槻かすみ）

### ゲーム
2005年
- 式神の城 七夜月幻想曲（七城メイ）
- リアライズ -Panorama Luminary-（伏見志乃）

2006年
- アルカナハート（このは / 春日小糸、春日小唄）
- Memories Off 〜それから again〜（いちこ）
- 龍刻 RYU-KOKU（猫）

2007年
- アルカナハート （このは / 春日小糸、春日小唄）

2008年
- Lの季節2 invisible memories（少女 / トリスメギストス）
- アルカナハート2（このは / 春日小糸、春日小唄）
- すっごい!アルカナハート2 〜転校生 あかねとなずな〜（このは / 春日小糸、春日小唄）

2009年
- 蘭島物語 レアランドストーリー 少女の約定（ソマリーナ）
- すっごい!アルカナハート2（このは / 春日小糸、春日小唄）
- アルカナハート3（このは）

2010年
- クリミナルガールズ（シン / 初来慎）
- マリッジロワイヤル プリズムストーリー（宇目田深波）

2011年
- ましろ色シンフォニー *mutsu-no-hana（乾紗凪）
- アルカナハート3（このは / 春日小糸、春日小唄）

2012年
- アガレスト戦記 Mariage（ピアディナ）
- シュクレ PORTABLE（甲斐ふたば）
- 嫁コレ（乾紗凪）
- リングドリーム (姫小路由樹 / ディアナ・ライアル)

2013年
- アクセル・ワールド -加速の頂点-（ホワイト・コスモス）
- クリミナルガールズ INVITATION（シン）
- 恋愛0キロメートル Portable（木ノ本華）
- アルカナハート3 LOVE MAX!!!!!（このは / 春日小糸、春日小唄）

2014年
- 俺たちに翼はない（渡来明日香）
- LOVELY QUEST -Unlimited-（桜庭水穂）

2015年
- 月に寄りそう乙女の作法 〜ひだまりの日々〜（柳ヶ瀬湊）
- 影牢 トラップガールズ（シエラ・デスサイス、イサラ・スパークロッド、イブキ・ヒートブレス、ブリジット・ガトリングアロー）
- 限界凸起 モエロクリスタル（ハルピュイア）

2016年
- 乙女理論とその周辺 -Bon Voyage-（柳ヶ瀬湊）
- モンスターハンターエクスプロア（ラコリス）

2017年
- アクセル・ワールド VS ソードアート・オンライン 千年の黄昏（ホワイト・コスモス）

### ラジオ
- 吉田真弓まゆまゆまにあっく（2001年、コミット店内放送※）
- 声優たまごっ娘クラブ（2001年、itv24）
- エッグステージ 吉田真弓のメイドのみやげ（2002年 - 2003年、ジーストアWEBラジオ※）
- V-Kingdom（2006年、ラジオ大阪）
- ひまわりっ!のラジオなのです。ご主人様♪（2006年、スタチャインターネットラジオ※）
- マリッジロワイヤルラジオ 〜あなたのお嫁さんにしてください〜（2009年 - 2010年、ランティスウェブラジオ※）
- おれつば振興会 夢ラジオ・俺たちに翼はNIGHT（2010年 - 2011年、ランティスウェブラジオ※）
- E☆2 WEBラジオ ジャッジメントたいむ（2013年 - 2015年、「E☆2」公式サイト内※）
- 吉田真弓・三宅淳一の「響け!ねぶロード!」（2015年 - 休止中、HiBiKi Radio Station※）[16]

### ドラマCD
- ガンパレード・マーチ 〜新たなる行軍歌〜ドラマCD Vol.1-4（東原ののみ）
- ガンパレード・マーチ 〜新たなる行軍歌〜ドラマCD SPECIAL Vol.1、2（東原ののみ）
  - 青春三花
- 鋼の錬金術師 HAGAREN SONG FILE -MAES HUGHES-（エリシア）
  - パパと遊ぼう
- アルカナハートドラマCD はーとふるシチュエーション（このは）
- クロノクルセイドII（シスター）
- 盗んで♥リ・リ・ス（ソフィア）
- ひまわりっ! Original Soundtrack SEASON FLOWERS（ヒメジ）
- BLCD ステイゴールド♡ 〜恋のレッスンAtoZ〜（マリコ）
- 俺たちに翼はない ドラマシリーズ 第一、二章（渡来明日香）
- 俺たちに翼はない ドラマCDセカンドシーズン 第一、二、四巻（渡来明日香）
- 俺たちに翼はない ドラマCD〜3rd Season 特別編〜（渡来明日香）
- 俺たちに翼はない ドラマCD 2nd Season イメージソングアルバム（渡来明日香）
  - I wanna say I love you
- おれつば振興会 夢ラジオ・俺たちに翼はNIGHT Vol.1-3
- ましろ色シンフォニー オリジナルドラマシリーズ第1-4巻（乾紗凪）
- ましろ色シンフォニー オリジナルドラマシリーズサウンドポートレート（乾紗凪）
  - I will for you
- ましろ色シンフォニー キャラクターパレット Vol.2（乾紗凪）
  - ずっとこのまま…
- ましろ色シンフォニー DJCD 「ぬこラジ! 〜ぬくもりが恋しくなるラジオ〜」ゲスト
- ふしぎ工房症候群 ドラマCD第6弾「あの日の約束」（私の兄）
- 101番目の百物語（七里詩穂[17]）
- 101番目の百物語 ドラマCD「果てしない学園祭」（七里詩穂）

### 吹き替え
- WITHOUT A TRACE/FBI 失踪者を追え! #83（レイチェル〈14歳〉）
- スイート・ライフ オン・クルーズ
- ヘラクレス（女子生徒）

### 芝居
- AKATSUKI project ROAD CREATIVE vol.2『message』：（2008/04/19-20：新宿シアター・ミラクル）
- AKATSUKI project ROAD CREATIVE vol.3『Shooting Star』：（2010/01/08-10：中野ザ・ポケット）ぼくだけの☆アイドル（みーちゅん役）

### その他コンテンツ
- イメージドラマ「クリスタルチェリー 愛する君へ」（桜木もも）
- ときドキ時計（奄美まゆ / ロリメイド）

## ディスコグラフィ

### キャラクターソング
- 星空へ架かる橋 キャラクターソングアルバム（酒井陽菜）
  - Raspberry Complex
- 俺たちに翼はない キャラクターソングアルバム（渡来明日香）
  - indifference.
- マリッジロワイヤル キャラクターソングアルバム（宇目田深波）
  - first love
- マリッジロワイヤル プリズムストーリー 限定版（2010年4月28日発売）封入の特典CDに収録されて（宇目田深波）
  - SweetHappy☆Wedding
- ひまわりっ! ヴォーカルアルバム: 霞の里祭りっ!（ヒメジ）
  - SA・MU・RA・I 蝶々
- ひまわりっ!! キラキラっ!! キャラクター song collectionアルバム（ヒメジ）
  - くノ一 mix No.1
  - きらきら〜Himeji Ver.〜

### 未音源化楽曲
| 時期         | 楽曲                | 歌                   | 備考                                |
| ------------ | ------------------- | -------------------- | ----------------------------------- |
| 2001年4月4日 | 「CRYSTAL FANTASY」 | クリスタルチェリーズ | 『DVDボイスアニメージュ Vol.6』より |

### ユニットメンバー
1. ↑  落合祐里香、篠原江美子、中原麻衣、吉田真弓、秋野ひとみ、山中亜衣、若菜ようこ、神崎ちろ